# Robert O'Neill
Robert O'Neill còn gọi là Rob O'Neill sinh 1976, là một cựu biệt kích SEAL. Ông là người đã bắn và giết chết thủ lĩnh Al-Qaeda, Osama bin Laden.

## Sự nghiệp
Robert O'Neill sinh ngày 10 tháng 4 năm 1976 tại Butte, bang Montana, một thành phố cảng cũ.. Lúc nhỏ, O'Neill thường được cha là Tom O'Neill, đưa cùng đi và dạy ông cách săn bắn.
Năm 1995, sau khi tốt nghiệp trung học, O'Neill gia nhập Hải quân với mong muốn sẽ trở thành một tay súng bắn tỉa, lúc đó ông vừa tròn 19 tuổi.

### Tay súng bắn tỉa
O'Neill ban đầu muốn trở thành một tay súng bắn tỉa như một số bạn bè của ông ở lực lượng thủy quân lục chiến. Nhưng văn phòng tuyển dụng ở đây đã không nhận ông. Họ nói ông nên gia nhập lực lượng Hải quân SEALS và giới thiệu cho ông biết về việc đào tạo các tay súng bắn tỉa chuyên nghiệp ở đó..
Khi tham gia Hải quân, O'Neill đã được huấn luyện và giao thực hiện hơn 400 nhiệm vụ, trong đó có các nhiệm vụ cứu thuyền trưởng Richard Phillips On 11 occasions during his career, O'Neill left home thinking he would not return alive....
Năm 2012, sau 16 năm phục vụ trong lực lượng Hải quân của Quân đội Hoa Kỳ, O'Neill quyết định nghỉ hưu.